# Levenscyclusmodel van Modigliani
Het levenscyclusmodel van Modigliani geeft de voorstelling van een algemene financiële levenscyclus. Het was de Italiaans-Amerikaans econoom Franco Modigliani, die de theorie bedacht. Het model van Modigliani is een Keynesiaanse gedachtegang.

## Voorstelling
Het levenscyclusmodel wordt voorgesteld aan de hand van 3 curves: het vermogen, het inkomen en de uitgaven.
Stel (in de Nederlandse situatie) dat AOW-opbouw niet gezien wordt als sparen en opbouw van aanvullend pensioen wel. Dan is het vermogen dus inclusief de waarde van het opgebouwde aanvullend pensioen.
Tot het moment van de pensionering stijgt het vermogen (curve A) doordat het inkomen hoger is dan de uitgaven, waarbij men bovendien naargelang de ervaring in de baan groter wordt, een hoger inkomen (curve B) krijgt. Men zal voor het moment van pensionering vaak minder uitgeven (curve C), dan men verdient (curve B). Daardoor zal men sparen (in de ruime zin van het woord):  het is de oppervlakte tussen B en C.
Na het moment van pensionering vallen de inkomsten (curve B) echter terug tot het niveau van de AOW (plus het verschil tussen de aanvullende pensioenuitkering en de daling van de totale waarde van de aanspraak op het aanvullende pensioen, zie de uitleg bij sparen). De uitgaven (curve C) dalen niet in dezelfde mate en zullen hoger liggen dan de inkomsten. Dit betreft dus negatief sparen of ontsparen; dit is de oppervlakte tussen C en B. Het vermogen (curve A) zal dalen.